# Руське (Польща)
Руське (пол. Ruskie) — колишнє лемківське село в Закерзонні — (Підкарпатське воєводство, Бещадський повіт) у гміні Літовищі, на лівому березі Сяну. 

## Назва
Назва села свідчить про самоврядування його на руському праві серед сіл, закріпачених на той час за волоським правом.

## Історія
Село закріпачене на початку до 1580 року Кмітами на волоському праві. До 1772 р. село знаходилося в Перемишльській землі Руського воєводства.
У 1772—1918 роках село перебувало у складі Австро-Угорської монархії, у провінції Королівство Галичини та Володимирії. У 1889 році село належало до Ліського повіту, в селі нараховувалося 38 будинків і 195 мешканців, з них 173 греко-католики, 1 римо-католик і 11 юдеїв. 
У 1919—1939 роках належало до Ліського повіту Львівського воєводства (у 1934—1939 роках — ґміна Затварниця). В 1921 р. в селі мешкало 184 особи (у 30 житлових будинках), усі — греко-католики. На 1 січня 1939 року в селі мешкало 290 осіб, з них 285 українців і 5 євреїв. Після Другої світової війни село було повністю зруйноване. Населення депортоване у 1946 році. 

## Церква
В селі у 1848 році була збудована дерев'яна церква святого Арх. Михаїла, яка була філіяльною церквою парафії Дверник Затварницького деканату (від 1924 — Лютовиського деканату) Перемишльської єпархії УГКЦ. Після виселення українців церква зруйнована, а дзвін тепер знаходиться в костелі села Хміль.

## Сучасність
Збереглись фундаменти церкви, але не збереглося жодного пам’ятника чи хреста на прицерковному цвинтарі. Є слабкі сліди фільварку і долішнього млина, натомість фундаменти водних горішнього млина і тартаку добре помітні.